# Честер (футбольный клуб)
«Че́стер»  (англ. Chester Football Club) — английский футбольный клуб из одноимённого города в графстве Чешир, Северо-Западная Англия. Клуб был основан объединением болельщиков City Fans United в 2010 году после ликвидации обанкротившегося клуба «Честер Сити».
Первым решением Футбольной ассоциации «Честер» был помещён в 9-й дивизион английского футбола, однако, после успешной апелляции, клуб начал свою историю в восьмой по рангу лиге английского футбола — Дивизионе 1 Северной Премьер-лиги. После трёх подряд чемпионств, «Честер» пробился в Национальную конференцию.
В настоящее время выступает в Северной Национальной лиге, шестом по значимости дивизионе в системе футбольных лиг Англии.

## История

### Предпосылки
Оригинальный клуб «Честер» был основан в 1885 году и был принят в число участников Футбольной лиги в 1931 году. В 1983 году, после получения городом статуса «сити», клуб сменил название на «Честер Сити». C 1931 по 2000 год команда выступала в 3-м и 4-м дивизионах чемпионата Англии. После победы в чемпионате Конференции сезона 2003/04 и повторного выбывания в Конференцию в 2009 году финансовые трудности клуба, связанные с именем владельца клуба Стивена Вона, обострились, что вылилось в 25-очковый штраф перед началом сезона 2009/10 и завершилось ликвидацией клуба за долги 10 марта 2010 года.
В октябре 2009 года, вслед за ростом недовольства в рядах поклонников клуба, ими была основана организация City Fans United. Всего через месяц фанаты провели акцию протеста против владельца клуба на поле во время игры против «Истборн Боро», которая вылилась в отмену матча. В январе 2010, после увольнения тогдашнего главного тренера команды, CFU приняла решение бойкотировать матчи «Честер Сити». В феврале, всего за несколько недель до того, как Высокий Суд принял решение о ликвидации «Честер Сити», CFU начала приготовления к созданию возрожденного клуба для участия в следующем сезоне.
После официального расформирования «Честер Сити» CFU было проведено голосование, по итогам которого болельщиками было выбрано имя нового клуба — «Честер ФК», аналогичное первому названию клуба-предшественника. Клуб получил поддержку Совета Западного Чешира и Честера, обеспечившего аренду стадиона Дева, позднее переименованного в Экзакта Стэдиум в рамках спонсорского соглашения.

### Основание
20 мая 2010 на открытом собрании болельщиков была представлена эмблема возрожденного клуба. Через день было объявлено о назначении Нила Янга первым главным тренером в новой истории «Честера». Ранее Футбольная ассоциация приняла решение поместить «Честер» в 9 дивизион, однако это решение было опротестовано, и 18 июня «Честер» был переведен в Дивизион 1 Северной Премьер-Лиги.
Первой игрой «Честера» стал предсезонный товарищеский матч, проведённый в гостях против предыдущего клуба Нила Янга «Колуин-Бей» и закончившийся со счетом 2-0 в пользу хозяев. Первым домашним матчем стала товарищеская игра против валлийского клуба «Аберистуит Таун». В ней же «Честер» одержал свою первую победу со счётом 3-0.

### Сезон 2010/2011
«Честер» дебютировал в официальных соревнованиях 24 августа 2010 года гостевым матчем против «Уоррингтон Таун». Уже на шестой минуте Роб Хопли забил первый официальный гол возрожденного клуба, однако игра завершилась вничью 1-1. 8 сентября на «Дева Стэдиум» состоялся первый домашний матч «Честера»: со счетом 6-0 был разгромлен «Траффорд», хеттриком отметился Майкл Уайлд. В сентябре же «Честер» потерпел и первое поражение, уступив «Чорли» в гостях со счётом 1-2.
В конце октября «Честер» впервые вышел в лидеры своей лиги, а в январе одержал 9-ю гостевую победу подряд, повторно переиграв «Траффорд».
5 марта в матче лидеров лиги «Честер» обыграл «Скелмерсдейл Юнайтед» со счетом 1-0 и увеличил отрыв до 12 очков, однако после нескольких ничьих и поражений к 16 апреля отрыв уменьшился до одного очка.
Перед заключительным туром преследователи потеряли очки и «Честер» лидировал с отрывом в 3 пункта. В последней игре сезона «Честер» встречался с середняком «Гарфорд Таун» и в концовке первого тайма открыл счёт, однако два мяча, пропущенные после перерыва принесли победу хозяевам и судьба первого места решалась в Скелмерсдейле, где преследователи «Честера» принимали аутсайдера «Оссетт Альбион». Хозяевам удалось забить 7 мячей и ликвидировать отставание от «Честера» по разнице мячей, но решающими стали два ответных мяча гостей. Таким образом, «Честер» обошел «Скелмерсдейл Юнайтед» по лучшей разнице забитых и пропущенных мячей.
Необычно для клуба из 8-го дивизиона, «Честер» не участвовал в розыгрышах Кубка Англии и Трофея Футбольной Ассоциации. По правилам Футбольной ассоциации, для участия в этих соревнованиях клуб должен существовать как минимум два и один год соответственно.

### Сезон 2011/2012
«Честер» не слишком удачно начал сезон в Премьер Дивизионе Северной Премьер-Лиги, чередуя победные матчи с неудачными. Однако уже в сентябре клуб выдал впечатляющую серию из 8 сухих побед в лиге, превзойдя не только свой, но и рекорд клуба-предшественника, сохраняя свои ворота в неприкосновенности в течение 781 минуты во всех соревнованиях.
После ещё одной серии из 5 побед подряд «Честер» вышел в лидеры лиги к концу ноября, а календарный год был завершен упорным противостоянием с главными соперниками в этом сезоне — «Нортвич Виктория». Матч закончился вничью 1-1 и был отмечен тремя удалениями.
В календарном 2011 году «Честер» не потерпел ни одного домашнего поражения. В январе эта серия прервалась после матча, проигранного «Хенсфорд Таун», однако это поражение стало для «Честера» последним в сезоне. 9 апреля «Честер» принимал главных соперников «Нортвич Виктория». На матче присутствовало 5009 зрителей, что стало не только рекордом нового клуба, но и общеанглийским рекордом для лиг 7-го ранга. Поздний гол Мэттью МакГинна принес «Честеру» ничью, а вместе с ней — второе подряд чемпионство за три тура до окончания сезона. Показатели «Честера» после последнего тура оказались гроссмейстерскими — 100 очков, 102 забитых мяча и 17 очков преимущества над вторым местом.
«Честер» дебютировал в розыгрыше Трофея Футбольной Ассоциации, пройдя через квалификационные раунды и разгромив в первом раунде «Норт Ферриби Юнайтед». Однако, в матче 2 раунда «Честер» уступил «Эббсфлит Юнайтед», представлявшему Конференцию со счетом 2-3. Поскольку это был второй сезон возрожденного клуба, «Честер» снова не получил места в Кубке Англии.

### Сезон 2012/2013
«Честер» начал сезон 12/13 в ранге вторых претендентов на победу в лиге по мнению букмекеров, и старт клуба подтвердил эти прогнозы. Одержав победы в первых семи матчах, «Честер» превзошёл рекорд «Честер Сити». Одна из этих побед была одержана над «Галифакс Таун», главным претендентом на победу в лиге, также переживавшим перерождение, со счетом 2-1. Однако в лидеры «Честер» смог выйти лишь после 10 тура, обойдя наконец также выдавший впечатляющую победную серию на старте сезона «Брэкли Таун».
22 сентября «Честер» дебютировал в Кубке Англии, сыграв во втором квалификационном раунде вничью с «Гейнсборо Тринити» 1-1. Основное время повторного матча закончилось с тем же счетом, в дополнительное время гол Леви Мэкина на 106-й минуте принес победу «Честеру». В третьем раунде квалификации жребий свел «Честер» с «Галифаксом». Матч в Честере был омрачен беспорядками на трибунах, проходил в нервной борьбе и завершился вничью 1-1. Переигровка состоялась через 3 дня и «Честер» подошел в ней не в лучшем состоянии — оба крайних защитника не смогли восстановиться от травм, полученных в первой игре. Ситуация ещё более осложнилась когда полузащитник «синих» Майкл Пауэлл получил красную карточку. В результате «Галифакс» одержал победу 3-1.
В розыгрыше Трофея Футбольной Ассоциации «Честер» неожиданно уступил в переигровке матча 2-го квалификационного раунда клубу «Уорксоп Таун», представлявшему 7 дивизион, со счетом 0-2.
6 апреля «Честер» с минимальным счетом обыграл «Бостон Юнайтед» и за четыре матча до финиша досрочно завоевал чемпионский титул, так как его ближайший конкурент — «Гайзли» потерпел поражение в матче с «Брэкли Таун». Заполненный почти до отказа «Дева Стэдиум» встретил третье подряд чемпионство массовым забегом на поле, и, таким образом, спустя всего три года после банкротства своего предшественника, «Честер» вернулся обратно в Национальную Конференцию. К концу сезона клуб снова преодолел планки в 100 набранных очков и 100 забитых мячей, что стало рекордом для Северной Конференции. Кроме того, «Честер» стал обладателем Чеширского Кубка — локального соревнования, проводимого среди полупрофессиональных и профессиональных (предпочитающих обычно выставлять на эти матчи дублирующий состав) клубов.

### Сезон 2013/2014
Как и ожидалось, клуб сохранил статус полупрофессионального еще как минимум на сезон, несмотря на то, что в Конференции выступает значительное число профессиональных клубов. Букмекерские конторы, впечатленные успехами команды, предрекали клубу борьбу за место в плей-офф. После радикальной перестройки состава в межсезонье, из игроков, принесших клубу третий титул в команде остались лишь 8 футболистов, в том числе братья-близнецы Тернеры из «Лидс Юнайтед», с которыми было продлено арендное соглашение. Энтони Сарчевич, один из лучших игроков прошлого сезона, отправился в клуб Футбольной Лиги «Флитвуд Таун», а Дэнни Уильямс — в шотландский «Инвернесс Каледониан Тисл», выступающий в Премьер-лиге, остальные продолжили выступления в низших лигах. Клуб пополнили несколько футболистов, имеющих опыт выступления на более высоком уровне, среди которых особенно выделялся 35-летний полузащитник Кевин Макинтайр, проведший более 90 игр за «Честер Сити» в 2002—2004 годах, став чемпионом Конференции.
Несмотря на оптимистичные прогнозы, сезон начался с серии из 5 поражений подряд, которая завершилась гостевой победой 2-0 над принципиальным соперником «Рексемом». Эта встреча стала дебютной для 34-летнего защитника Дэнни Хиггинботама, выступавшего ранее за «Дерби Каунти», «Саутгемптон», «Сандерленд» и «Сток Сити» в Премьер Лиге. После этого «Честер» чередовал победные матчи с ничейными и проигранными, балансируя на границе зоны вылета и испытывая проблемы, в первую очередь, в линии атаки. 26 октября в матче 4 квалификационного раунда Кубка Англии «синие» уступили дома «Гейтсхэду» 0-1.
Календарный 2013 год «Честер» завершил в зоне вылета со всего 4 победами в активе. 8 января было объявлено, что контракт клуба с главным тренером Нилом Янгом, руководившим командой с первых дней существования и приведшим «Честер» к 3 чемпионствам подряд, расторгнут по обоюдному согласию. Новым главным тренером был назначен экс-наставник «Киддерминстера» Стив Бёрр. В первом матче под его руководством «Честер» одержал драматичную домашнюю победу над «Барнетом» 2:1. Несмотря на улучшившиеся результаты, клуб до последнего тура балансировал на грани зоны вылета и в заключительной встрече сезона принимал немотивированный «Солсбери Сити». Для сохранения прописки в Конференции «Честеру» была необходима победа, тогда как его единственному сопернику — «Херефорд Юнайтед» — помимо собственной победы требовалась помощь «Солсбери». За 5 минут до окончания сезона «Честер» одерживал верх со счетом 2:1, а «Херефорд» играл вничью с «Олдершот Таун», однако далее на глазах поклонников «Честера» разыгралась настоящая драма — их клуб не удержал победный счет, а «Херефорд» смог сломить сопротивление своего соперника, отправив «Честер» обратно в Северную Конференцию.
Однако, радость «Херефорда» оказалась недолгой, так как этот клуб испытывал серьёзные финансовые трудности и, в конце концов, 10 июня 2014 года был исключен из числа участников нового сезона. Место «Херефорд Юнайтед» досталось «Честеру», как лучшей из команд, финишировавших в зоне вылета.

### Сезон 2014—2015
Несмотря на неудачное завершение предыдущего сезона, главный тренер Стив Берр, остался со главе команды, сразу по его окончании подписав двухлетний контракт с клубом. Перед началом очередного сезона клуб был преобразован, став полностью профессиональным. Футболисты, чья занятость на посторонней работе не позволяла посещать все тренировки клуба были выставлены на трансфер. Последним из полупрофессионалов уже по ходу сезона «Честер» покинул голкипер Джон Данби. Подготовка к сезону получилась несколько сумбурной из-за того, что в течение значительной части межсезонья не было ясно в какой лиге будет выступать команда. Из прошлогоднего состава в клубе осталось лишь 8 футболистов, а большая часть новичков была приобретена с прицелом на участие в Северной Конференции. Самым громким трансфером межсезонья стало приобретение 34-летнего бывшего нападающего сборной Шотландии Криса Ивелуму.
«Синие» начали очередной сезон, потерпев разгром в домашней встрече против «Барнета» со счетом 0:5 — самое крупное поражение с момента возрождения клуба. К середине сентября «Честер» набрал лишь 7 очков в 9 матчах, расположившись на границе зоны вылета. Основные проблемы в игре вновь были связаны с атакой — приобретение Ивелуму не оправдало себя и еще до конца октября он заявил о завершении карьеры, остальным нападающим не хватало опыта игры на уровне Конференции. Атака клуба была укреплена арендованными Мэтти Хьюзом из «Флитвуд Таун» и Рисом Оутсом из «Барнсли». Усиление состава позволило «Честеру» упрочить свои позиции в середине турнирной таблицы и пробиться во второй раунд Кубка Англии, неожиданно переиграв в гостевой встрече «Саутенд Юнайтед» из Лиги 2. В игре второго раунда против «Барнсли» при поддержке более двух тысяч своих болельщиков «Честер» смог удержать нулевую ничью на Оаквелл Стэдиум и добиться переигровки дома. Окончание аренды молодых нападающих совпало с падением формы большинства игроков основы «синих» — в повторной встрече с «Барнсли», которая транслировалась BBC, «Честер» не смог оказать достойного сопротивления, уступив 0:3. За вылетом из кубка последовало второе в сезоне разгромное поражение от «Барнета» и вылет из Трофея ФА от аутсайдера Конференции «Телфорд Юнайтед» — декабрь был полностью провален. В течение двухнедельного перерыва в начале января Стиву Берру удалось восстановить игроков, а клуб усилился вернувшимся Мэтти Хьюзом, нападающим молодежной сборной Шотландии Оливером МакБерни, арендованным у «Брэдфорд Сити» и еще несколькими игроками. В результате, команда выдала серию из четырёх побед подряд, задолго до конца сезона обеспечившую «Честеру» сохранение прописки в Конференции. За ней последовал еще один спад — в 9 следующим матчах команда одержала лишь одну победу, но сезон всё-таки был закончен на мажорной ноте после трёх побед в заключительных встречах над «Дувром», «Олдершотом» и «Нанитоном».

## Эмблема и клубные цвета

### Эмблема клуба
Эмблема «Честера» создана в 2010 году Мартином Хаксли, художником и поклонником клуба, который следующим образом описывает свою работу:
После общения с City Fans United стало ясно, что основные элементы эмблемы «Честер Сити» должны быть сохранены. Я разработал большое количество упрощенных изображений каждого из элементов старой эмблемы, их оставалось только объединить. Также, я считал, что стилизация волка, возрождающегося из пламени, подобно Фениксу, это мощная идея, поэтому корона была стилизована таким образом, чтобы сочетаться с очертаниями языков пламени. Работа с листьями была непростой, так как я не хотел, чтобы окантовка доминировала на эмблеме окружая голову волка и корону. Поэтому я решил использовать упрощенное изображение листьев в сочетании со словами «Chester» и «Football Club».

Одним из главных решений по поводу новой эмблемы был выбор цвета. Это не было бы так важно, если бы клуб не носил прозвище «синие», а фанаты не называли себя «синей армией». Я всегда считал, что использование красного цвета в старой эмблеме довольно странно, хотя оно и делает её яркой, особенно вместе с золотой короной и листьями. Также стоило учесть, что использование большого количества цветов увеличивает цену атрибутики, что не может быть неважным для возрождающегося клуба. Однако, несмотря на всё это, я был непреклонен в том, что эмблема должна быть яркой, современной и вызывающей гордость у поклонников клуба.
Талисман клуба носит имя Big Lupus, что является отсылкой к прошлому — племянник Вильгельма Завоевателя Гуго д’Авранш, получивший титул Графа Честера, был прозван Lupus, что в переводе с латинского означает «волк».

### Клубные цвета
«Честер» сохранил цвета клуба-предшественника — футболки с белыми и синими вертикальными полосами, синие шорты и гетры. Цвет гостевых футболок меняется ежегодно, после фиолетового в дебютном сезоне и жёлтого в сезоне 2011/12, он стал зелёным в сезоне 2012/13. В сезоне 2013/14 «Честер» вернулся к фиолетовому цвету гостевой формы.

## Стадион
«Честер» проводит домашние игры на «Дева Стэдиум», в настоящее время переименованного в «Суонсвэй Стэдиум» по рекламному соглашению. Стадион возведён в 1992 году и вмещает около 5400 зрителей.